# Didier Zokora
Didier Zokora (* 14. prosince 1980 Abidžan) je fotbalista z Pobřeží slonoviny. Nastupuje na pozici defenzivního záložníka nebo obránce. Od roku 2014 hraje za turecký klub Akhisar Belediyespor.

Se 121 mezistátními starty je rekordmanem fotbalové reprezentace Pobřeží slonoviny.

## Klubová kariéra
Začínal v abidžanském klubu ASEC Mimosas, s nímž vyhrál Superpohár CAF v roce 1999. Po přestupu do KRC Genk vybojoval v roce 2002 belgický titul, s týmem Sevilla FC získal Copa del Rey 2010.

## Reprezentační kariéra
V A-mužstvu Pobřeží slonoviny debutoval v roce 2000.
Svůj první reprezentační gól vstřelil 22. 6. 2008 v kvalifikaci na MS 2010 proti Botswaně (výhra 4:0).
Má dvě stříbrné medaile z Afrického poháru národů v letech 2006 a 2012. Na Africkém poháru národů v roce 2012 se s reprezentací dostal do finále proti Zambii, zápas skončil 0:0 po prodloužení. V penaltovém rozstřelu jeho tým podlehl 7:8 a africkým šampionem se stala Zambie.
Zúčastnil se Mistrovství světa 2006 v Německu a Mistrovství světa 2010 v Jihoafrické republice.
 Hrál i na Mistrovství světa 2014 v Brazílii, kde reprezentace Pobřeží slonoviny vypadla v základní skupině C.